# Glen Ballard
Basil Glen Ballard Jr., più noto come Glen Ballard, (Natchez, 1º maggio 1953), è un produttore discografico, musicista, talent scout, e consulente d'immagine statunitense.
Sei volte vincitore ai Grammy Award su dodici candidature, Ballard ha suonato, scritto e prodotto brani per numerosi artisti tra cui Michael Jackson, Wilson Phillips, Alanis Morissette, No Doubt, Aerosmith,  Anastacia, Annie Lennox e la cantante italiana Elisa. Inoltre 14 canzoni da lui prodotte sono arrivate alla prima posizione della classifica di Billboard.
Nel 2004 ha scritto il brano Believe, colonna sonora del film Polar Express, ottenendo una candidatura all'Oscar alla miglior canzone originale.

## Discografia
Ballard ha suonato o prodotto i seguenti album e artisti:
- 1982 Michael Jackson - Thriller
- 1983 Pointer Sisters - Break Out
- 1984 Patti Austin - Patti Austin
- 1984 Evelyn King — So Romantic
- 1984 Jack Wagner - All I Need
- 1985 Jack Wagner - Lighting Up the Night
- 1985 Teddy Pendergrass - Workin' It Back
- 1986 The Pointer Sisters - "Hot Together"
- 1987 Michael Jackson - Bad
- 1987 Jack Wagner - Don't Give Up Your Day Job
- 1988 Paula Abdul — Forever Your Girl
- 1990 Paula Abdul — Shut Up and Dance
- 1990 Wilson Phillips — Wilson Phillips
- 1991 Curtis Stigers — Curtis Stigers
- 1991 Michael Jackson — Dangerous
- 1992 Wilson Phillips — Shadows and Light
- 1992 Trey Lorenz — Trey Lorenz
- 1993 Jack Wagner — Alone in the Crowd
- 1993 K. T. Oslin — Greatest Hits: Songs from an Aging Sex Bomb
- 1993 Lea Salonga — Lea Salonga
- 1993 Evelyn King — Love Come Down: The Best of Evelyn "Champagne" King
- 1995 Alanis Morissette — Jagged Little Pill
- 1995 Sheena Easton — My Cherie
- 1995 Chynna Phillips — Naked And Sacred
- 1995 Toto - Tambu
- 1995 Curtis Stigers — Time Was
- 1996 Van Halen — Best Of – Volume I
- 1997 Aerosmith — Nine Lives
- 1997 The Corrs — Talk On Corners
- 1997 Brendan Lynch - Brendan Lynch
- 1998 Alanis Morissette — Supposed Former Infatuation Junkie
- 1998 Block — Timing Is Everything
- 1999 The Moffatts — Chapter I: A New Beginning
- 2000 Lara Fabian — Lara Fabian
- 2000 No Doubt — Return of Saturn
- 2000 Titan A.E. — Music From The Motion Picture
- 2000 Judith Owen — Limited Edition
- 2001 Bliss 66 — Trip to the 13th
- 2001 Shakira — "The One (Shakira)|The One"
- 2001 Dave Matthews Band — Everyday
- 2001 Crashed.....
- 2001 Live - "Forever Might Not Be Long Enough"
- 2001 Shelby Lynne - Love, Shelby
- 2001 Terence Trent D'Arby - Wildcard
- 2002 Sheila Nicholls — Wake
- 2002 Christina Aguilera — Stripped
- 2003 Lisa Marie Presley — To Whom It May Concern
- 2004 Anastacia — Anastacia
- 2004 Elisa — Pearl Days
- 2004 Van Halen — The Best Of Both Worlds
- 2004 Fragile System — Atomic Tiger
- 2004 Katy Perry — (A) Katy Perry (Album Filed)
- 2005 Alanis Morissette — Jagged Little Pill Acoustic
- 2005 O.A.R. — Stories of a Stranger
- 2005 Hayley Westenra - The New World Colonna sonora
- 2006 Goo Goo Dolls — Let Love In
- 2006 P.O.D. — Testify
- 2007 Annie Lennox — Dark Road
- 2007 Carina Round — Slow Motion Addict
- 2007 Emmy Rossum — Inside Out
- 2007 Annie Lennox — Songs of Mass Destruction
- 2007 Anouk — Who's Your Momma
- 2007 A Hero Comes Home
- 2008 Katy Perry — One of the Boys
- 2008 Idina Menzel — I Stand
- 2008 Anna Vissi — Apagorevmeno
- 2009 Miley Cyrus — Hannah Montana: Il film
- 2010 Wilson Phillips — Christmas in Harmony
- 2011 Stevie Nicks — In Your Dreams
- 2012 Anastacia — It's a Man's World
- 2012 Ringo Starr — Ringo 2012
- 2017 SNH48 TOP 16 — 那不勒斯的黎明 (Dawn in Naples)
- 2017 Ringo Starr — Give More Love
- 2019 B*Witched — Hold On

## Cinema e televisione
Ballard ha scritto la sceneggiatura di Clubland, un film musicale su un aspirante musicista di Los Angeles. Ha contribuito alle colonne sonore di numerosi film, tra i quali La moglie del campione, Navy Seals, The Polar Express e Batman - La maschera del Fantasma.
Ballard ha partecipato allo sviluppo della serie televisiva The Eddy, trasmessa in Italia sul network Netflix nel 2020. Ballard ha anche co-firmato e prodotto la colonna sonora e le canzoni utilizzate nella serie.
Sempre per la televisione, ha lavorato anche in Italia arrangiando le musiche dei promo di Rete 4 in uso dal 20 settembre 1999 al 26 gennaio 2003.

## Musical
Ballard ha scritto le musiche e i testi di Ghost the Musical insieme a David A. Stewart e Bruce Joel Rubin, rappresentata a Londra nel 2011 e a Broadway nel 2012.
Nel 2014 ha annunciato una edizione teatrale di un musical ispirato al film Ritorno al futuro. Lo spettacolo, riscritto insieme agli autori originali Robert Zemeckis e Bob Gale è stato rappresentato a Manchester nel 2020.

## Libri
- Glen Ballard songbook. Alfred Publishing Co., Inc., 2000. ISBN 0-7935-5254-0.